# Mucha (czasopismo)
Mucha – ilustrowane czasopismo satyryczne wydawane w Warszawie w latach 1868–1939 oraz 1946–1952.

## Historia
Pierwszym redaktorem naczelnym i wydawcą był Józef Kaufman, w późniejszych latach byli to: Feliks Fryze, Władysław Buchner, Bolesław Michalski, Antoni Orłowski, Ludwik Nawojewski.
W latach 1905–07 (okres zamieszek) z powodu konfiskaty i zakazu publikacji wydawana pod nazwami "Bąk", "Chrabąszcz", "Komar".

## Współpracownicy
Z pismem współpracowało wielu polskich literatów i rysowników w tym m.in. Franciszek Kostrzewski, Franciszek Reinstein, Stanisław Burski, Henryk Nowodworski, Stanisław Olszewski "Ślepowron", Mikołaj Wiszniewski, Ludomir Ilinicz-Zeydel. Bolesław Prus publikował w czasopiśmie swoje pierwsze utwory literackie.